# 이태영 (축구 선수)
이태영(1987년 2월 17일 ~ )은 대한민국의 축구 선수이다.

## 축구인 경력
연촌초등학교, 풍생중학교, 풍생고등학교를 졸업하고 2006년 포항 스틸러스에 입단했다.